# Fabio Tiziano
Fabio Tiziano (in latino Fabius Titianus; fl. 337-353) fu un console dell'Impero romano.

## Biografia
Gli inizi della carriera di Tiziano, attestati da un'iscrizione, lo videro corrector Flaminiae et Piceni, poi consularis della Sicilia, proconsole d'Asia con l'incarico di iudex sacrarum cognitionum, e comes del primo ordine, probabilmente sotto Costantino I. Sempre Costantino lo nominò console per l'anno 337.
Tra il 25 ottobre 339 e il 27 febbraio 341 Tiziano fu praefectus urbi di Roma, sotto l'imperatore Costante I. Tra il 341 e il 349 fu prefetto del pretorio delle Gallie, sempre al servizio di Costante I. L'esercito gallico era scontento dell'imperatore, che preferiva le truppe danubiane: il generale Magnenzio, nel 350, si ribellò a Costante e Tiziano si schierò dalla sua parte. Magnenzio fece uccidere Costante e prese il potere (18 gennaio 350); Tiziano fu nominato per la seconda volta praefectus urbi di Roma, anche questa in questo caso con l'incarico di iudex sacrarum cognitionum (27 febbraio 350-1º marzo 351).
Il 3 giugno 350, a Roma, un nipote di Costantino I, Nepoziano, tentò di prendere il potere. Raccolse un certo numero di gladiatori, predoni e altri personaggi abituati al crimine, e marciò su Roma, presentandosi con le vesti imperiali. Tiziano, alleato di Magnenzio, armò alcuni civili e li condusse fuori dalla città per attaccare Nepoziano. Le milizie di Tiziano erano indisciplinate, e a causa della loro disorganizzazione furono messe in fuga nello scontro con le truppe di Nepoziano. Il prefetto, vedendole fuggire verso la città, diede ordine di chiudere le porte, per paura che gli uomini di Nepoziano entrassero con loro: senza un luogo dove fuggire, furono facile preda delle truppe del costantinide, che li massacrarono tutti.
Magnenzio dovette affrontare in guerra il fratello di Costante, Costanzo II, che marciò dall'Oriente col suo esercito. Prima della battaglia di Mursa Maggiore (28 settembre 351), Magnenzio inviò Tiziano presso la corte di Costanzo: recava l'offerta di aver salva la vita, se avesse volontariamente abdicato in favore del signore dell'Occidente; in tale occasione Tiziano accusò Costantino e i suoi figli (incluso Costanzo) di permettere la rovina delle città con la loro negligenza, ma poté non di meno tornare da Magnenzio con la risposta negativa di Costanzo. Costanzo sconfisse Magnenzio in battaglia e due anni dopo lo fece uccidere.
Un'iscrizione trovata a Cumae ne regista l'appartenenza al collegio dei Quindecemviri sacris faciundis; era dunque un pagano. Per due volte gli succedette nell'incarico di praefectus Aurelio Celsino; è possibile che i due fossero imparentati.